# Taibai, Anhui
Taibai (kinesiska: 太白) är en köping i östra Kina. Den ligger i Dangtu härad i staden Ma'anshan i provinsen Anhui, omkring 120 kilometer öster om provinshuvudstaden Hefei. Antalet invånare är 50 698. Befolkningen består av 23 852 kvinnor och 26 846 män. Barn under 15 år utgör 11,0 %, vuxna 15-64 år 77 %, och äldre över 65 år 11,0 %.